# Bagh Chal

Bagh Chal-Spielbrett

Bagh Chal (Nepali: बाघ चाल bāgh cālⓘ, „Tigersprung“) ist ein altes nepalesisches Strategie-Brettspiel für zwei Spieler, das auch als Nationalspiel Nepals bezeichnet wird. Der Name setzt sich zusammen aus den nepalesischen Worten बाघ bāgh (Tiger) und चाल cāl (Bewegung). In dem Spiel wird die Jagd einer Tigerfamilie auf eine Ziegenherde gespielt, weshalb das Spiel in westlichen Ländern auch manchmal Tiger und Ziegen genannt wird.

## Spielverlauf

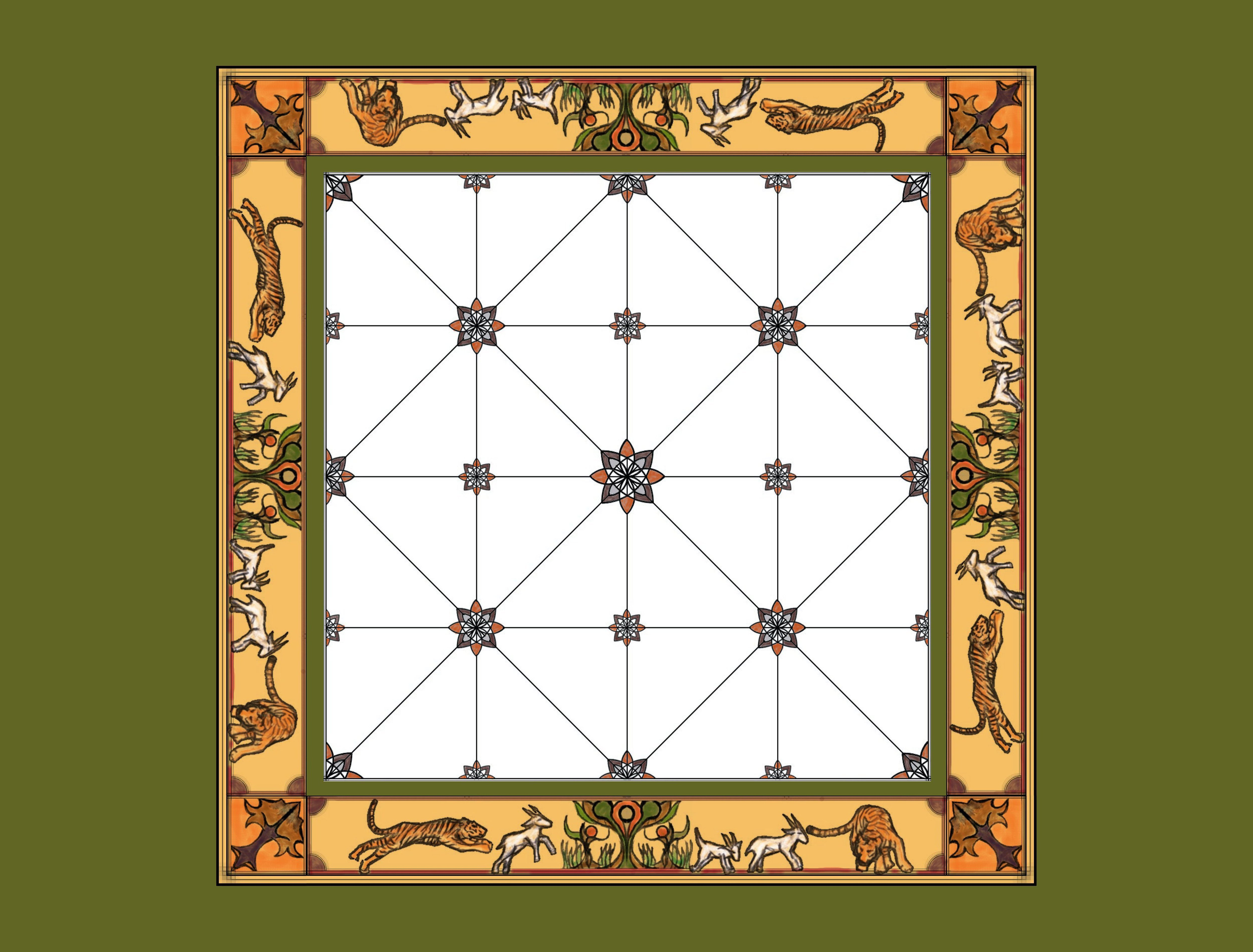
Bagh Chal Spielbrett dekoriert mit Spielmotiven

Auf einem quadratischen Spielbrett sind 25 Punkte quadratisch (5 mal 5) aufgezeichnet und durch Gitterlinien miteinander verbunden. Die äußeren Eckpunkte und die mittleren Punkte der Außenlinie sind außerdem diagonal miteinander verbunden. Spieler 1 hat vier Tiger (nepalesisch: बाघ, bāgh), Spieler 2 zwanzig Ziegen (nepalesisch: बाख्रा bākhra).
|  |  |  |  |  |
|  |  |  |  |  |
|  |  |  |  |  |
|  |  |  |  |  |
|  |  |  |  |  |

Zu Spielbeginn werden die Tiger auf den vier äußeren Ecken platziert. Handelt es sich bei den Tigern um Spielfiguren, die eine Ausrichtung erkennen lassen, so werden für einige Regelvarianten die Tiger so gesetzt, dass sie zur Spielfeldmitte blicken. Spieler 2 beginnt das Spiel, indem er eine Ziege auf einen der freien Punkte setzt. Danach darf Spieler 1 einen Tiger bewegen. Anschließend setzt Spieler 2 seine zweite Ziege auf das Spielfeld, so dass sich die Züge der Spieler abwechseln. Die Tiger dürfen in ihren Zügen über die Verbindungslinien zu jedem erreichbaren nächstliegenden freien Punkt ziehen, oder falls dort eine Ziege steht, diese auf einen dahinterliegenden freien Punkt gradlinig überspringen. Wurde eine Ziege von einem Tiger übersprungen (gefressen), wird sie vom Feld genommen. Die Ziegen dürfen erst gezogen werden, nachdem alle zwanzig Ziegen auf das Spielfeld gesetzt wurden.
Ziel des Spiels ist, entweder als Spieler der Tiger eine vereinbarte Anzahl von Ziegen zu fressen oder als Spieler der Ziegen die Tiger durch die Ziegen so einzukreisen, dass diese nicht mehr ziehen können. Die Ziegen können sich gegen die Tiger schützen, indem sie hintereinander stehen, also nicht übersprungen werden können.

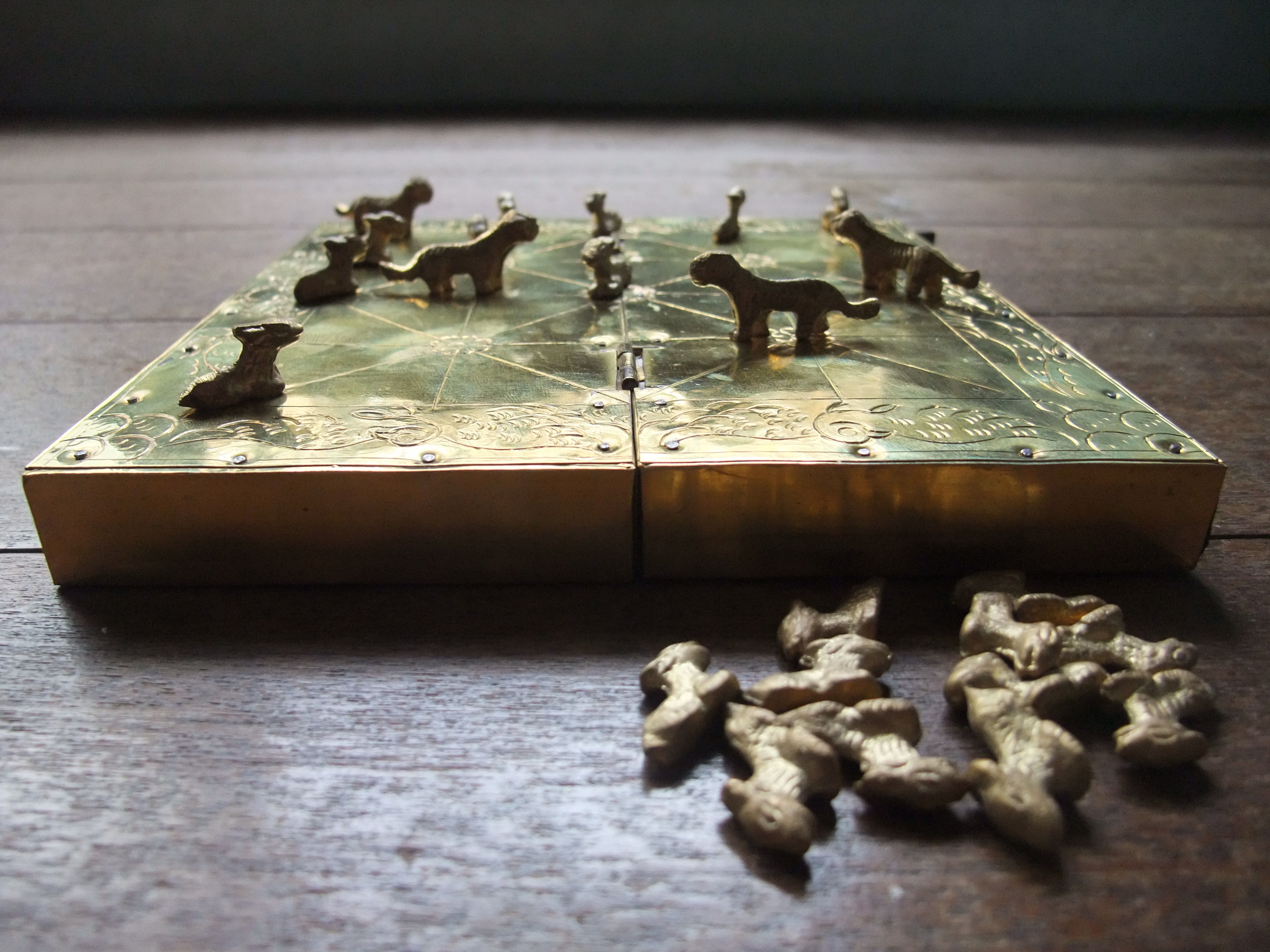
Bagh Chal

## Zugregeln

### Tigerzüge
1. Ziegen können von Anfang an gefangen werden.
2. In jedem Zug kann nur eine Ziege gefangen werden (keine Kettensprünge).
3. Der Sprung über eine Ziege muss gerade verlaufen (keine Sprünge über Eck).
4. Tiger können sich nicht gegenseitig überspringen.

### Ziegenzüge
1. Ziegen werden sofort vom Spielfeld genommen und kehren auch nicht wieder zurück, nachdem sie übersprungen wurden.
2. Ziegen können nicht springen.
3. Ziegen können über die Verbindungslinien zu jedem erreichbaren nächstliegenden freien Punkt ziehen, wenn alle Ziegen auf das Spielfeld gesetzt wurden.

### Allgemein
1. Nachdem alle 20 Ziegen gesetzt wurden, sind für Ziegen und Tiger Wiederholungen der folgenden Spielfeldsituationen unzulässig. Eine Wiederholung läge vor, sobald die Figurenkonstellation gleich und bei gleicher Konstellation der gleiche Spieler am Zug wäre.
2. Die Spieler dürfen sich über das Ziel einigen, wie viele Ziegen gefangen werden müssen (üblicherweise fünf), um zu gewinnen.

### Regelvarianten
1. Tiger können nicht rückwärts (nur vor- und seitwärts) springen. Sie müssen in Sprungrichtung landen.
  - Da das Spielfeld selbst symmetrisch ist, hat es selbst keine Ausrichtung (wie etwa vorwärts). Die Angaben hier beziehen sich auf die Tigerfiguren selbst. So ist diese Regelvariante nur dann spielbar, wenn die Tigerspielsteine oder -figuren eine Festlegung erlauben, wo sich die Vorderseite des Tigers befindet. Mit jeder Zugbewegung des Tigers, muss die Vorderseite dabei in die geschehene Zugrichtung aktualisiert werden. Insbesondere bietet diese Regel einen kleinen Ausgleich der Spielstärken, wenn verschieden starke Spieler miteinander spielen.
  - Abhängig von der Spielfeldposition gibt es auch die Möglichkeit entlang von Diagonalen zu ziehen. Hier müsste vereinbart werden, ob die Diagonalen jeweils seitwärts und rückwärts auch nicht gezogen werden dürften, sobald diese Zugmöglichkeiten sonst beständen.
2. Sprungzwang: Jede Möglichkeit, eine Ziege zu fangen, muss genutzt werden.
  - Zum Sprungzwang sollte vor Beginn der Partie eine Einigung geschehen. Es gibt Spielregeln, die eindeutig nennen, dass es keinen Sprungzwang gibt.  Auch spricht gegen einen obligatorischen Sprungzwang, dass keine Quelle bekannt ist, die eine Regelung bei Verstoß gegen den Sprungzwang festlegt. Spielt man daher mit obligatorischem Sprung, so sollte man sicherstellen, dass die vorherige Spielfeldsituation wiederhergestellt werden kann, etwa durch Notation der Spielzüge. Spieler interpretieren den obligatorischen Sprung teils in Spielregeln, die nennen, dass Tiger wie in einem Damespiel zögen, das typischerweise den Sprungzwang enthält.
3. Wird die Spielfigur im unmittelbar folgenden Zug wieder gezogen, so darf mit der Spielfigur nicht auf das Feld zurückgezogen werden, auf dem sie zuvor stand.
  - Hier sollte vereinbart werden, ob diese Regelvariante nur für Tiger oder nur für Ziegen oder auch beide Spieler gilt.
  - Es kann vereinbart werden, dass diese Zugregel für Tiger erst gilt, wenn alle Ziegen gesetzt wurden.
  - Als weitere Regelvariante kann das Schlagen einer Ziege als Ausnahme hierzu vereinbart werden. Wird also eine Ziege auf einer Spielfeldposition geschlagen und zieht unmittelbar eine weitere Ziege auf genau diese Spielfeldposition, so kann der Tiger zurückspringen und diese zweite Ziege ebenfalls schlagen. Der Tiger zieht damit auf das Feld, auf dem er im unmittelbar vorangegangenen Zug stand.

Im folgenden Beispieldiagram gibt es nicht dasselbe Ergebnis, wenn nur den Ziegen (eine Ziege steht unter Zugzwang) oder wenn beiden Spieler (kein Zugzwang mehr) verboten ist, dieselbe Spielfigur zweimal zu ziehen.
|  |  |  |  |  |
|  |  |  |  |  |
|  |  |  |  |  |
|  |  |  |  |  |
|  |  |  |  |  |